# Joannes vander Wielen
Œuvres principales
Cantiones natalitiæ 4 & 5 tam vocibus quam instrumentis decantandæ (1665)
Joannes ou Jan Pieterszoon vander Wiele[n], né en 1644 ou 1645 et mort le 22 août 1679 à Gand, est un compositeur des Pays-Bas espagnols.

## Biographie et œuvre
De 1657 à 1661, il devint maître des enfants de chœur de l'église Saint-Jacques de Gand, puis chanteur et, dès 1663, professeur de chant.  Qu'il fut payé pour célébrer des messes en 1666, implique sans doute qu'il avait reçu l'ordination.
Sa seule publication, Cantiones natalitiæ 4 & 5 tam vocibus quam instrumentis decantandæ (ouvrage paru chez Phalèse à Anvers en 1665) contient douze motets de Noël, dont onze sur des textes néerlandais et un sur un texte latin.  Ils sont écrits à voix seule en alternance avec des chœurs à trois, quatre et cinq voix, accompagnés de la basse continue ; Cleyne kintjen grooten Godt (Petit enfant, grand Dieu), une composition à trois voix, nécessite également l’accompagnement de deux violons.
Dans un inventaire de la musique (1734) de l’église Sainte-Walburge d'Audenarde, trois motets à cinq voix et un pour contrebasse solo, tous accompagnés de trois instruments, sont répertoriés sous le nom Vande Ville et Vande Veele.  Comme Vander Straeten l'a suggéré, ces noms sont très probablement synonymes de Vander Wielen.